# Allopiophila flavipes
Allopiophila flavipes är en tvåvingeart som först beskrevs av Zetterstedt 1847.  Allopiophila flavipes ingår i släktet Allopiophila och familjen ostflugor.
Artens utbredningsområde är Sverige. Inga underarter finns listade i Catalogue of Life.